# Hornwerk

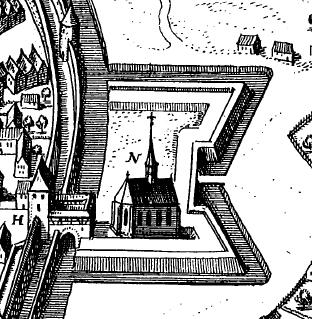
Dem Webertor von Zittau vorgelegtes Hornwerk. Theatrum Europaeum, Band 5, Tafel 12 (Ausschnitt). Erschienen 1651 in Frankfurt am Main

Als Hornwerk wird eine in den Graben vorgeschobene bastionierte Front bezeichnet, die zu den Außenwerken einer frühneuzeitlichen Festung zählte. Es bestand aus zwei mit einer Kurtine verbundenen Halbbastionen, die durch lange Flanken eingefasst wurden. Der Kurtine konnte ein Ravelin vorgelegt sein. Vom Hornwerk zu unterscheiden ist das Kronwerk; dieses besteht aus mindestens zwei bastionierten Fronten.
Hornwerke kamen im späten 16. Jahrhundert als Element der altniederländischen Befestigungsmanier auf und wurden üblicherweise an besonders gefährdeten Abschnitten errichtet. Meistens lag es vor der Kurtine zwischen zwei Bastionen, konnte aber auch als selbständiges Bauwerk (z. B. als Brückenkopf) dienen. Das Bestreichen seiner Flügel erfolgte dabei in der Regel von den Bastionsfacen aus. Das Hornwerk war auch eine der Grundformen bei Feldbefestigungen.